# Свети Петър (Бойково)
„Свети Петър“ е български православен параклис в село Бойково, област Пловдив.
Намира се източно от селото върху едноименната местност, в откритата полска част, от която Бойково се вижда в целия му обем и блясък.

## История
Няма налични данни кога е построен параклисът. До 1990 година той е представлявал развалина със стърчащи каменни отломки от земята. След това е възстановен и осветен. Параклиса е винаги отворен.
Представлява едноапсидна правоъгълна постройка с двускатен тиклен покрив. Стените му са покрити с икони. Пред него има поставени дървена пейка и маса за почивка.
На празника Петровден (29 юни) се извършва водосвет и се прави курбан.